# Aeroportul Latur
Aeroportul Latur (IATA: LTU, ICAO: VALT) este un aeroport din Latur⁠(d), Latur district⁠(d), Sambhajinagar division⁠(d), Maharashtra, India ce deservește zona Latur⁠(d). A fost numit după zona deservită.
Situat la o altitudine de 634 m, aeroportul dispune de o singură pistă.